# Brian Lima
Brian Lima (* 25. Januar 1972 in Apia) ist ein ehemaliger samoanischer Rugby-Union-Spieler. Er spielte auf der Position Außendreiviertel und im späteren Verlauf seiner Karriere auch als Innendreiviertel. Aufgrund seiner harten Tacklings wird er „The Chiropractor“ genannt. Er gilt als der beste samoanische Spieler aller Zeiten und ist der erste von heute drei Akteuren, die an fünf Weltmeisterschaften teilgenommen haben.

## Karriere
Lima gab 1990 sein Debüt für Samoa und war Teil des Teams, das bei den Weltmeisterschaften 1991 die favorisierten Waliser schlagen konnte. Bei dieser Austragung war Lima der jüngste Spieler des Turniers.
Seinen eindrucksvollsten Auftritt ließ Lima in der Vorrunde der WM 2003 gegen die südafrikanischen Springboks folgen. Als der südafrikanische Verbinder Derick Hougaard einen Pass auffing und versuchte den Ball zu kontrollieren, tackelte Lima ihn so hart und präzise, dass dieser zwar nach einer knapp einminütigen Behandlungspause wieder aufstehen konnte und weiterspielen konnte, jedoch für die nächsten Minuten einen äußerst angeschlagenen Eindruck machte und nur langsam wieder in sein Spiel hineinfand.
Im Anschluss an die WM wechselte er nach Japan. Nach einem Benefizspiel für die Opfer des Tsunamis 2004 und zweier Einsätze für die Auswahlmannschaft Pacific Islanders ging er zu Munster in die Celtic League. Aufgrund von Verletzungen kam er jedoch zu keinem einzigen Einsatz und versuchte sein Glück in Bristol, wo er seine Vereinskarriere auch beendete. Zuvor hatte er unter anderem in Neuseeland, für die Blues und die Highlanders, und in Frankreich für Stade Français gespielt. Mit den Blues gelang ihm der Titel in der Super 12, mit Stade Français der französische und mit dem Swansea RFC der walisische Meistertitel.
Im Vorfeld der WM 2007 kündigte Lima an, dass er seine Karriere im Anschluss an das Turnier beenden werde. Sein letztes Länderspiel für Samoa bestritt er gegen England in der Vorrunde, in der Samoa als Gruppenvierter ausschied.